# Air Mikisew
Air Mikisew — канадская авиакомпания местного значения, выполняющая регулярные пассажирские перевозки из района населённых пунктов Форт Мак-Мюррей и Форт-Чипуян, провинция Альберта. Штаб-квартира перевозчика находится в Форт Мак-Мюррее, основные транзитные узлы — в аэропортах Форт Мак-Мюррея и Форт-Чипуяна.
В 2005 году Air Mikisew была признана лучшей бизнес-компанией Форт Мак-Мюррея.
Авиакомпания Air Mikisew была образована в 1961 году под первоначальным названием Contact Air. В 1995 году была приобретена общиной «Майкисью-кри» индейского народа кри и сменила наименование на существующее в настоящее время. По состоянию на март 2007 года в авиакомпании работало 63 сотрудника.

## Маршрутная сеть
Air Mikisew работает на регулярных маршрутах между аэропортами Форт Мак-Мюррея, Форт-Чипуяна и Эдмонтона. Авиакомпания обеспечивает работу аэромобильной скорой помощи в муниципалитете Вуд-Буффало, а также выполняет чартерные рейсы по всем территориям западной части Канады.

## Флот
По состоянию на январь 2010 года воздушный флот авиакомпании составляли следующие самолёты:
- British Aerospace Jetstream 31 2 единицы (1 — бизнес-конфигурация и 1 — для обычных перевозок);
- Raytheon Beech 1900D — 1 единица;
- Raytheon Beech B99 — 1 единица;
- Raytheon Beech King Air B200 — 1 единица (используется для аэромобильной медицинской помощи);
- Cessna 208 Caravan — 1 единица (амфибия для летнего сезона);
- Piper PA-31-350 Navajo Cheiftans — 2 единицы;
- Cessna 207 — 1 единица;
- Cessna 206 — 1 единица;
- Cessna 185 — 1 единица (на поплавках).